# Antonshütte
Die Antonshütte war eine Schmelzhütte im Schwarzwassertal im sächsischen Erzgebirge. Das noch erhaltene Hauptgebäude der Anlage befindet sich im Ortsteil Antonsthal der Gemeinde Breitenbrunn im sächsischen Erzgebirgskreis, der 1831 zum Betrieb der Hütte angelegt wurde.

## Geschichte

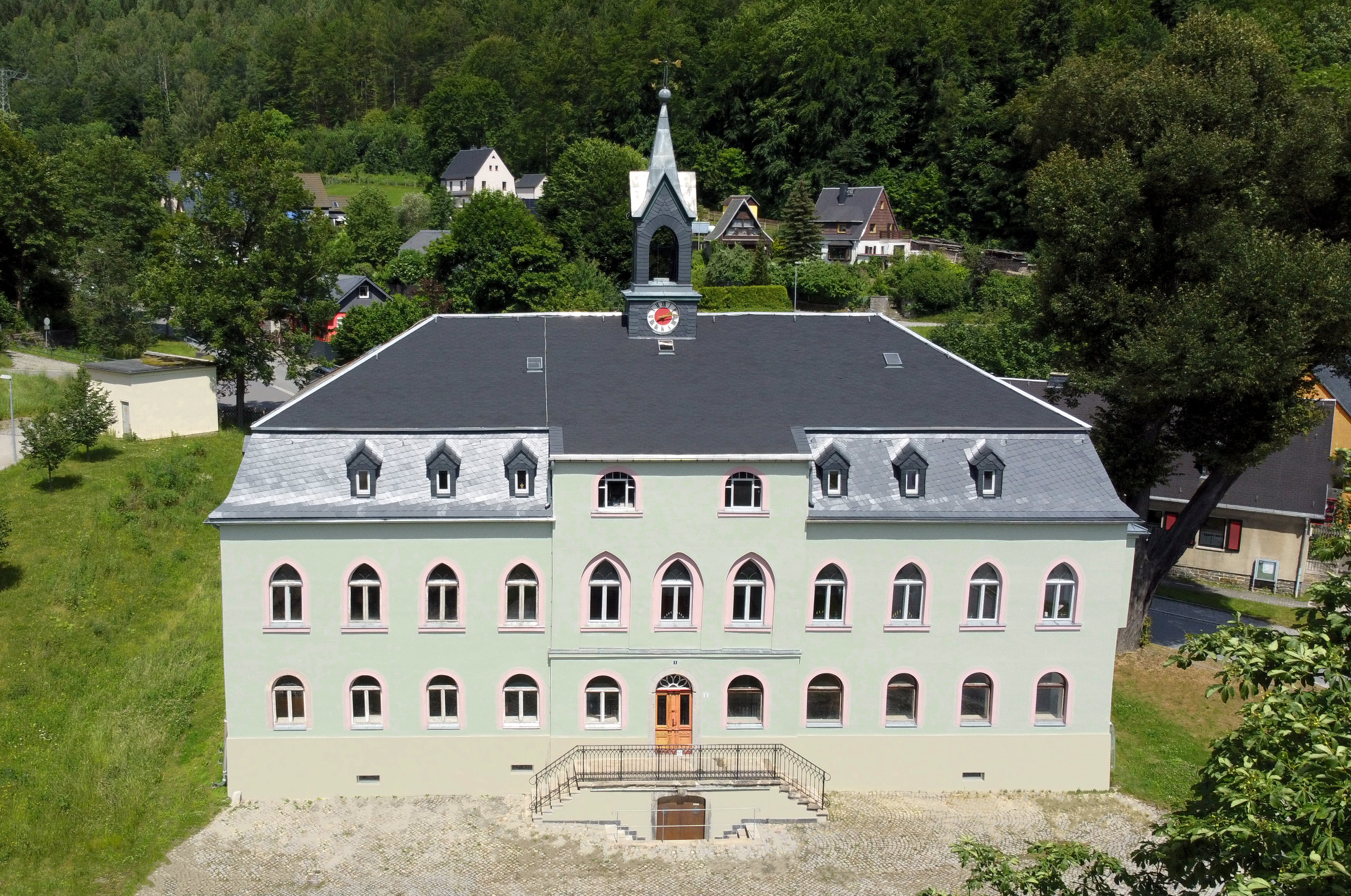
Huthaus der einstigen Königlich Sächsischen Antonshütte, 2024

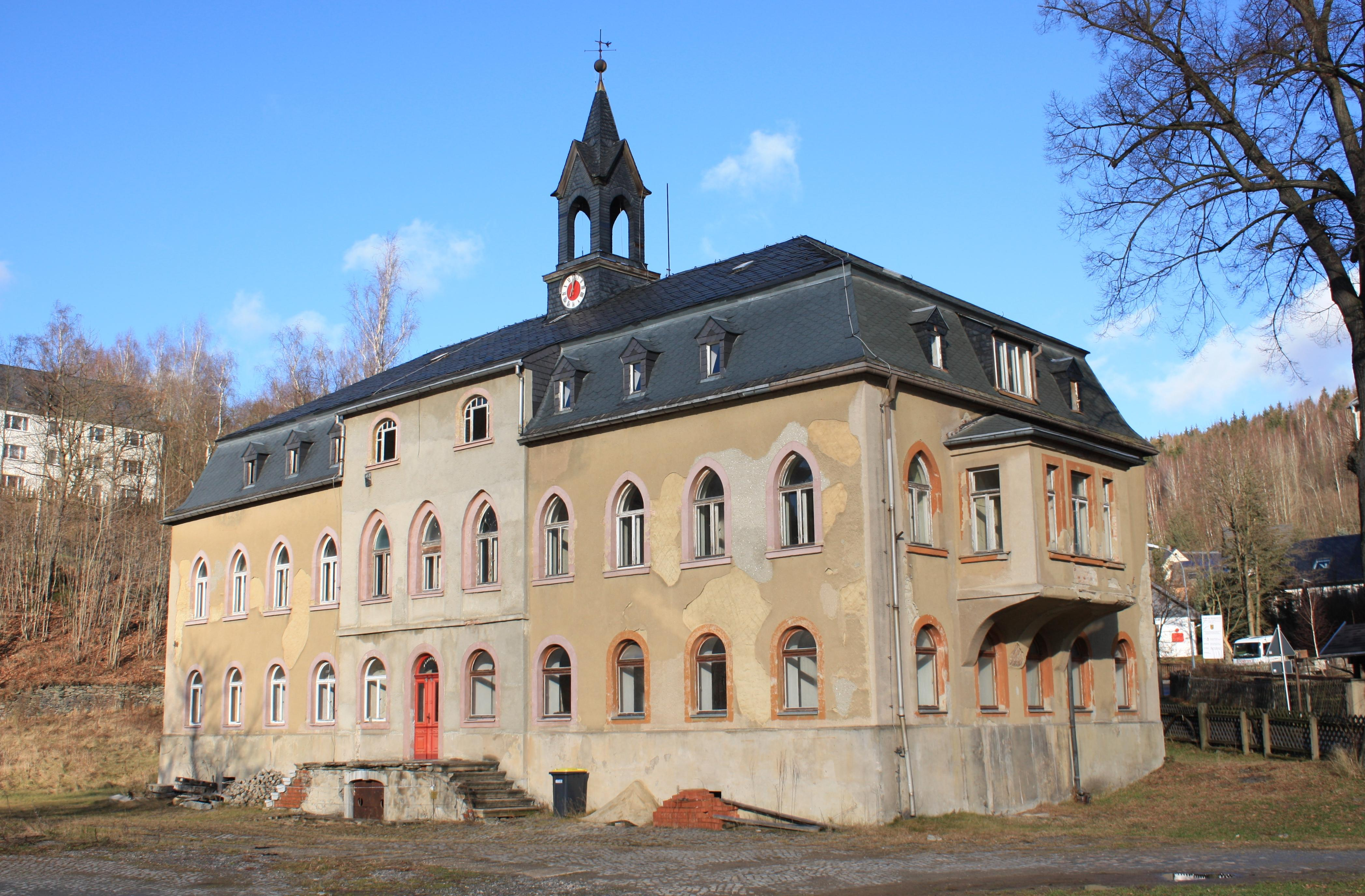
Zustand des Huthauses 2009

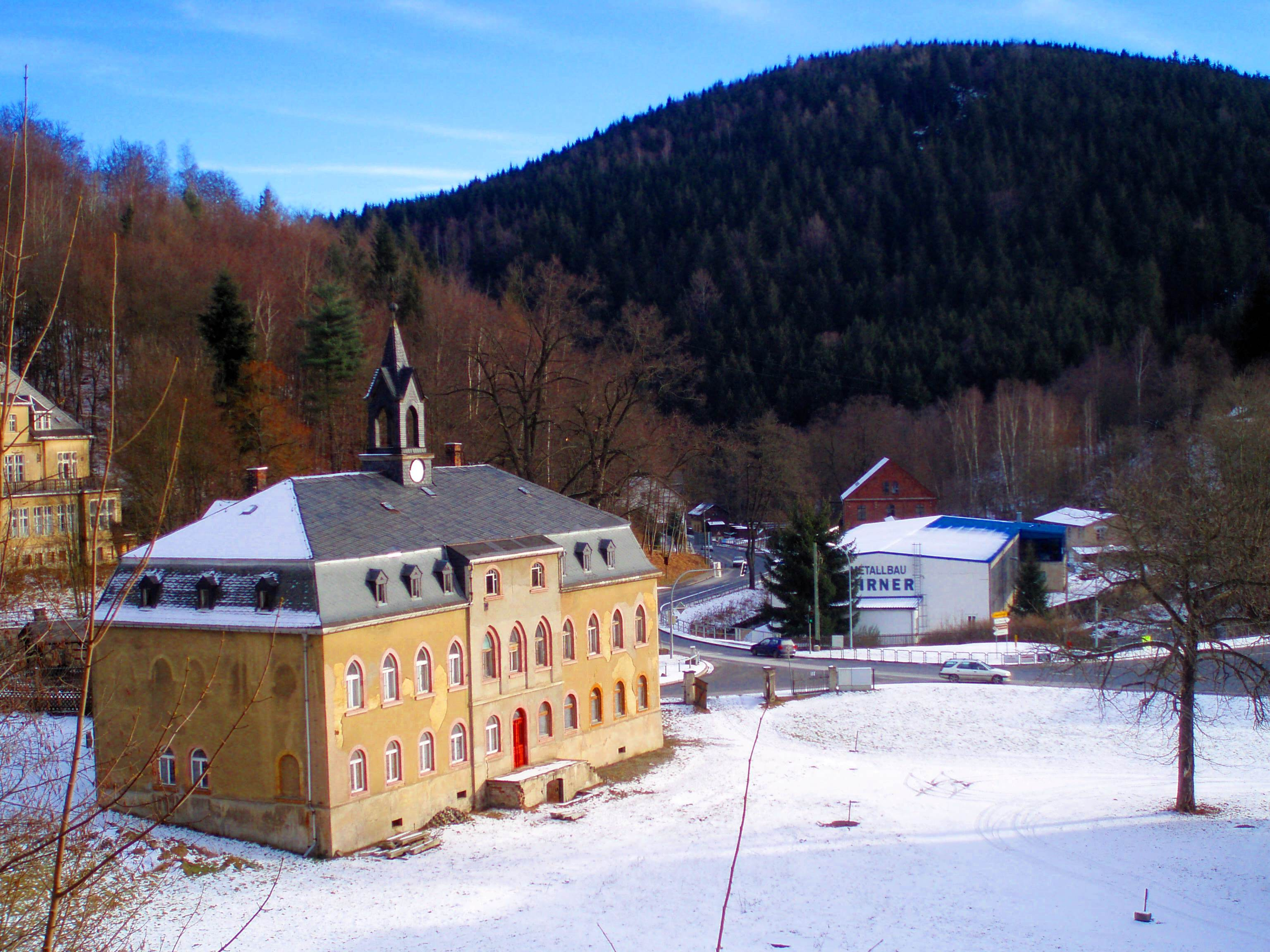
Einstiges Hüttengelände, 2007

Seit der Gründung der „Generalschmelzadministration“ im Jahr 1710 mussten die im oberen Erzgebirge abgebauten geringhaltigen Erze mit großem Aufwand zur Weiterverarbeitung nach Freiberg gebracht werden. Um diese Transportkosten zu sparen und damit den Bergbau rentabler zu machen, initiierte Oberberghauptmann August Freiherr von Herder den Bau einer Schmelzhütte im westlichen Erzgebirge. Als Standort wurde 1825 die Mündung des Halsbachs in das Schwarzwasser zwischen Erlahammer und Breitenhof gewählt.

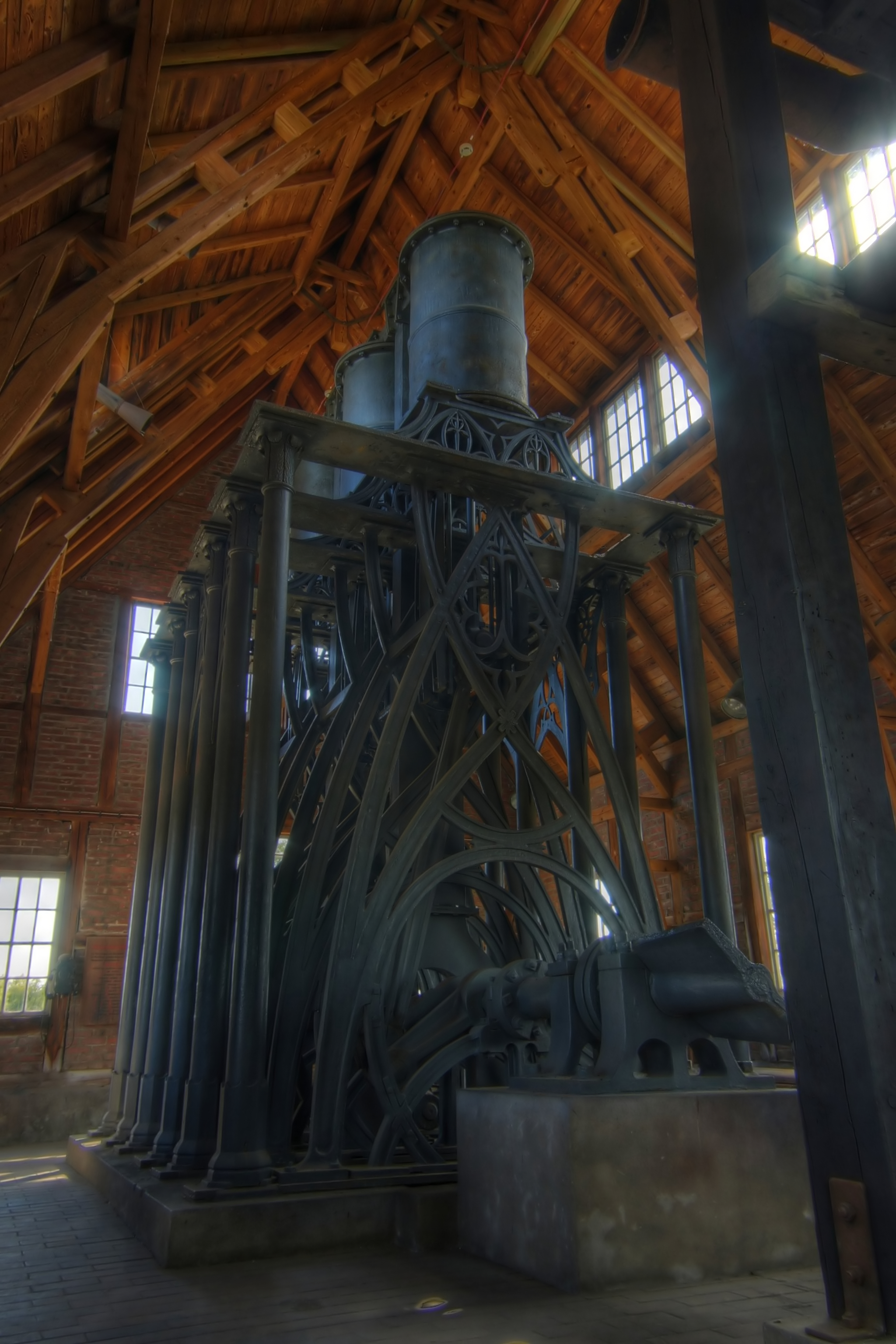
Das Schwarzenberggebläse aus der Antonshütte

Die „Königlich Sächsische Antons-Silber-Schmelz-Hütte“, benannt nach dem damaligen König Anton, bestand aus drei Hauptgebäuden: dem Huthaus, dem Erzhaus und dem Schmelzhaus. Die Ausstattung der Hütte wurde großzügig nach dem neuesten technologischen Stand angelegt. Für die Luftversorgung der Schmelzöfen konstruierte der Maschinendirektor Christian Friedrich Brendel ein Zylindergebläse, das als „Schwarzenberggebläse“ in die Technikgeschichte einging und seit 1926 über Tage auf der Freiberger Schachtanlage Alte Elisabeth zu besichtigen ist. Um ausreichend Aufschlagwasser für den Gebläsebetrieb zu sichern, wurde ab 1828 ein ca. 3,5 Kilometer langer Kunstgraben angelegt.
Zur Einweihung der Antonshütte am 4. Juli 1831 gab Freiherr von Herder den ersten Trog zur Beschickung der Öfen auf. Dabei äußerte er die Hoffnung, dass durch diese Hütte „das Wohl der obergebirgischen Bewohner […] auf Jahrhunderte hinaus gesichert“ würde. In den ersten beiden Betriebsjahren verarbeitete die Hütte etwa 31.000 Zentner Erz zu 36,5 Zentnern Silber, 90 Zentnern Kupfer und 3.043 Zentnern Blei. Die in die Hütte gesetzten hohen Erwartungen erfüllten sich auf Dauer jedoch nicht. Das Oberbergamt klagte schon 1833: „Die Menge der Erze, die zur Antonshütte geliefert werden, reicht nicht aus, die Hütte genügend zu beschäftigen.“ Auch die Umstellung auf Amalgamation konnte den Betrieb nicht beleben. 1843 genehmigte das Finanzministerium die vorübergehende Einstellung der Arbeit. Mit Jahresbeginn 1844 blieben die Öfen aus. Sie wurden erst ab 1848 langsam wieder in Gang gebracht.
Bereits 1853 wies Julius Adolph Stöckhardt vom Akademischen Laboratorium in Tharandt auf die Schädigung junger Fichten und Kiefern durch den Rauch der Antonshütte hin und untersuchte die Bäume sowie das sie umgebende Erdreich, wobei in beiden Bleiverbindungen nachgewiesen wurden. 1855 machte der Schwarzenberger Forstmeister Curtius auf schwere Waldschädigungen aufmerksam, deren Ursache die giftigen Hüttendämpfe waren. Am 5. September 1857 teilte das Finanzministerium dem Oberbergamt mit, dass es wegen der beträchtlichen Rauchschäden und nur geringer Erzlieferungen beschlossen hätte, den Betrieb der Hütte einstweilig zu sistieren. Im Mai 1858 wurde der Hüttenbetrieb endgültig aufgegeben, nicht zuletzt, weil im selben Jahr ein Hochwasser des Halsbaches die Gebäude teilweise schwer beschädigt hatte.
Am 1. April 1863 fand eine öffentliche Versteigerung der Antonshütte statt, die jedoch ergebnislos verlief. 1865 kaufte der Papierfabrikant Franz Eduard Weidenmüller die Anlagen der Antonshütte samt Wasserkraft für knapp 23.000 Taler. Aus der Holzschleiferei, die von 1867 bis 1884 getrockneten Holzschliff an andere Betriebe lieferte, entwickelte sich in den Folgejahren eine Papierfabrik mit drei Maschinen und entsprechenden Aufbereitungsanlagen. Eine weitere Papierfabrik ließ Weidenmüller im Jahr 1906/07 in Dreiwerden bei Mittweida errichten, in der er Arbeiter aus der Antonshütte einsetzte.
Durch den Volksentscheid in Sachsen am 30. Juni 1946 ging der Betrieb in Volkseigentum über und wurde in den 1970er-Jahren in das VE Kombinat Vereinigte Papier- und Kartonfabriken Niederschlema eingegliedert. 1990 wurde dieses Kombinat als Dresden Papier AG privatisiert, der Standort Antonsthal wurde 1994 aufgegeben und der überwiegende Teil der Betriebsanlagen abgerissen.
Von der 1972 unter Denkmalschutz gestellten Antonshütte ist heute nur noch das Herren- oder Huthaus mit einem angebauten Treppenhaus erhalten. Es wird seit einigen Jahren wieder Stück für Stück denkmalgerecht restauriert.

## Königlich Sächsische Antonshütte e.V.

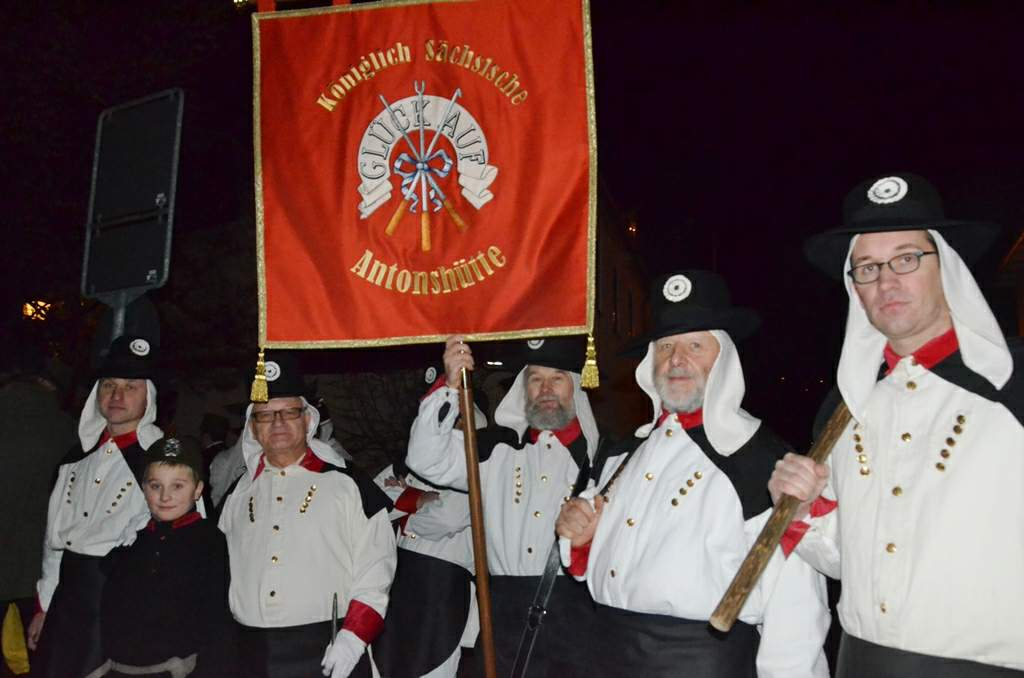
Vereinsmitglieder mit Fahne (2016)

Am 19. Januar 2016 wurde der im Breitenbrunner Ortsteil Antonsthal ansässige Verein Königlich Sächsische Antonshütte e.V. in das Handelsregister beim Amtsgericht Chemnitz eingetragen. Es handelt sich dabei um die als eingetragener Verein verfasste Form der bereits seit Anfang der 1990er Jahre unter Leitung von Andreas Kahl aktiven Hüttenknappschaft aus Antonsthal. Der Verein hat sich das Ziel gesetzt, die Geschichte der Antonshütte in ihrer überregionalen Bedeutung für das Erzgebirge zu erforschen und für die Öffentlichkeit erlebbar zu machen.
Die bei den Bergparaden mitgeführte quadratische Vereinsfahne orientiert sich in ihrer Gestaltung an den Revierfarben des sächsischen Oberhüttenamtes (Scharlachrot und Gold) und an zeitgenössischen Abbildungen. Sie zeigt neben den Hütteninsignien ein Spruchband mit der Aufschrift „Glückauf“ sowie den in zwei Halbkreisen angeordneten Schriftzug „Königlich Sächsische Antonshütte“. Als Gezähe führen die Hüttenleute u. a. Furkel (auch Hüttengabel), Stecheisen und Probierkelle mit.